# Revigliasco d’Asti
Revigliasco d’Asti (piemontiul: Riasch) település Olaszországban, Piemont régióban, Asti megyében. Lakosainak száma 733 fő (2023. január 1.). Revigliasco d’Asti Antignano, Asti, Isola d’Asti és Celle Enomondo községekkel határos.

## Népesség
A település lakossága az elmúlt években az alábbi módon változott:
| Lakosok száma | 769  | 783  | 733  |
|               | 2017 | 2018 | 2023 |